# Gy. Németh Erzsébet
Gy. Németh Erzsébet (Budapest, 1962. január 21. –) magyar politikus (DK), országgyűlési képviselő, a Fővárosi Közgyűlés tagja, és a Demokratikus Koalíció alelnöke. 2019-től 2022-ig Budapest egyik főpolgármester-helyettese.

## Életrajza
A budapesti Steinmetz Miklós Gimnáziumban (jelenlegi nevén: Sztehlo Gábor Evangélikus Óvoda, Általános Iskola és Gimnázium) érettségizett, majd a Budapesti Tanítóképző Főiskolán általános iskolai tanítói diplomát szerzett 1984-ben, az Eötvös Loránd Tudományegyetem Általános Iskolai Tanárképző Főiskoláján földrajz szakos tanári diplomát szerzett 1988-ban, 2000-ben pedig az ELTE BTK-án kulturális menedzser képesítést szerzett. 1984-től az úttörőmozgalomban dolgozott, 1989-től 1994-ig a Baloldali Ifjúsági Társulás választási irodájának vezetője volt.
1993 óta MSZP-tag, 1994 óta pedig a Fővárosi Közgyűlés tagja, ahol 2000-ig frakcióvezető-helyettes, majd 2000-től 2006-ig frakcióvezető volt. A Szociális és Lakásügyi Bizottságnak előbb tagja, majd alelnöke volt. 2002-ben és 2006-ban a budapesti listáról jutott a Parlamentbe, ahol 2008-2010 között az önkormányzati és területfejlesztési bizottság elnöke. 2002-ben pártja budapesti főpolgármester-jelöltje volt.
2014-ben a Demokratikus Koalíció képviseletében a Fővárosi Közgyűlés tagja lett.
A 2019. októberi önkormányzati választáson a Fővárosi Közgyűlés tagja lett, november 5-én a Fővárosi Közgyűlés a humán területekért felelős főpolgármester-helyettessé választotta.
A 2022. évi országgyűlési választásokon a Magyar Országgyűlés tagjává választották,  Törvényalkotási Bizottság tagja.

## Díjai, elismerései
- Magyar Toleranciadíj - Budapest 2020.